# Pulicchio di Toritto
Il Pulicchio di Toritto è una dolina di crollo ubicata nel territorio di Toritto verso Altamura in località Caselli di Cristo.

## Morfologia
Si tratta di una lieve dolina profonda solo 10 metri di forma ovoidale.
La parte più definita è quella centrale una conca circolare di 50 metri di diametro, la forma della dolina è detta a scodella. 
Il modellamento carsico avviene per erosione inversa cioè dal basso verso l'alto, fino a determinare il crollo della volta stessa. Infatti, le acque meteoriche venivano accolte da una piccola cavità e, non riuscendo a fuoriuscirne velocemente, davano vita a fenomeni di erosione che poi protratti nel tempo hanno portato al crollo della volta e alla formazione del pulo.